# Pré-Alpes Vénetos
Os Pré-Alpes Vénetos  ou Vênetos (em italiano:  Prealpi Venete, e em alemão:  Vizentiner Alpen) são um maciço montanhoso que se encontra nas regiões de Trentino-Alto Ádige, e na de Província de Verona, Província de Vicenza, Província de Treviso  e na Província de Belluno na Itália. O ponto mais alto é o Col Nudo com 2.472 m .
O termo Véneto provêm no nome em língua veneziana de Venete para Veneza.

## Localização
Os Pré-Alpes Vénetos estão rodeados a Norte pelas Dolomitas onde se encontra a Cordilheira das Dolomitas a Nordeste pelos Alpes Cárnicos e de Gail, a Sul pela imensa planície do Pó a que os italianos chamam pianura Padana, e a Oeste com os Pré-Alpes de Bréscia e de Garda.

## SOIUSA
A Subdivisão Orográfica Internacional Unificada do Sistema Alpesno (SOIUSA) dividiu em 2005 os Alpes em duas grandesPartes: Alpes Ocidentais e Alpes Orientais, separados pela linha formada pelo  Rio Reno - Passo de Spluga - Lago de Como - Lago de Lecco.
A secção alpina dos Pré-Alpes Vénetos é formada pelos Pré-Alpes de Vicenza e dos Pré-Alpes de Belluno.

### Classificação  SOIUSA
Segundo a SOIUSA este acidente geográfico é uma Secção alpina  com as seguintes características:
- Parte = Alpes Orientais
- Grande sector alpino = Alpes Orientais-Sul
- Secção alpina = Pré-Alpes Vénetos
- Código = II/C-32

## Imagens

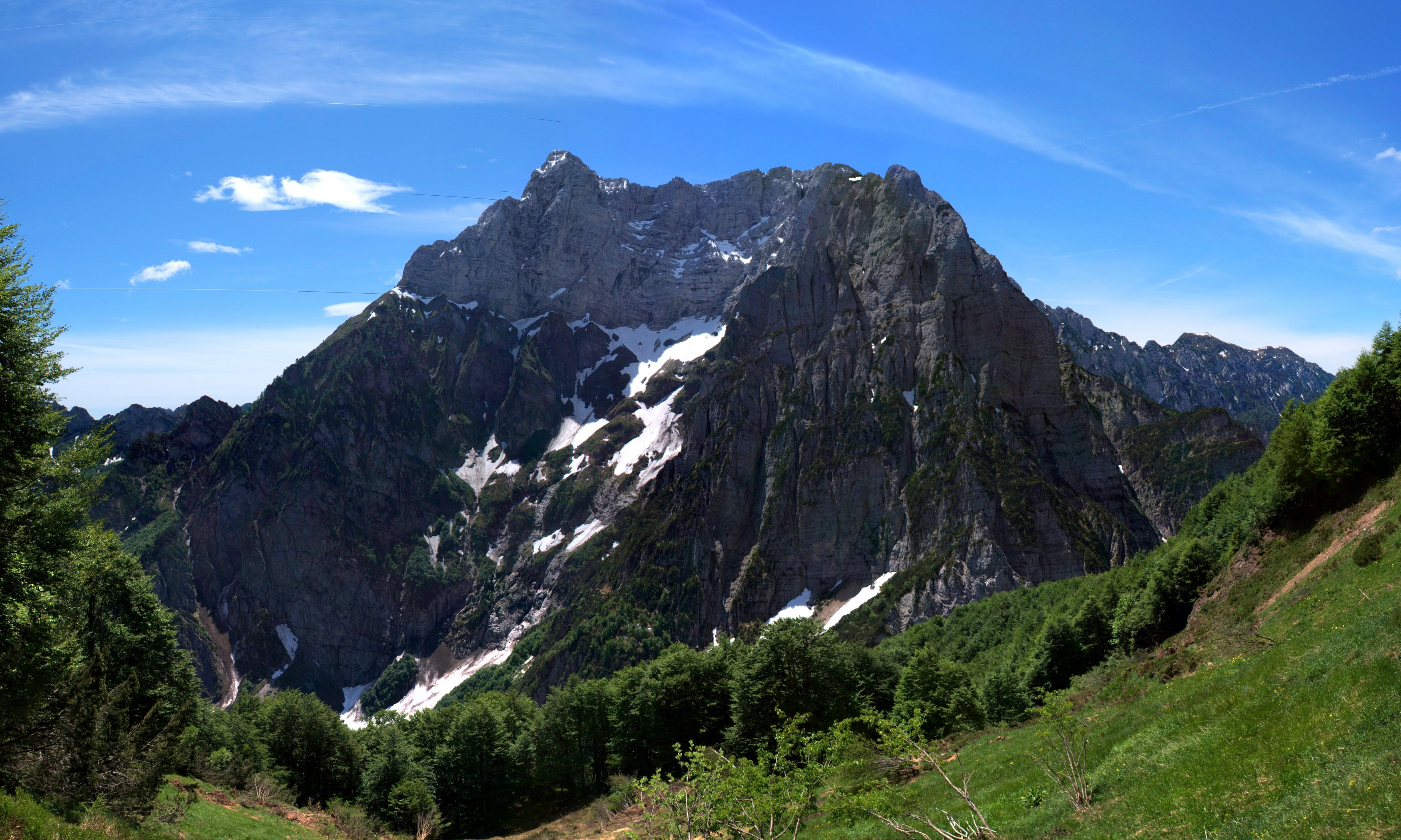
O Col Nudo